# Oleum

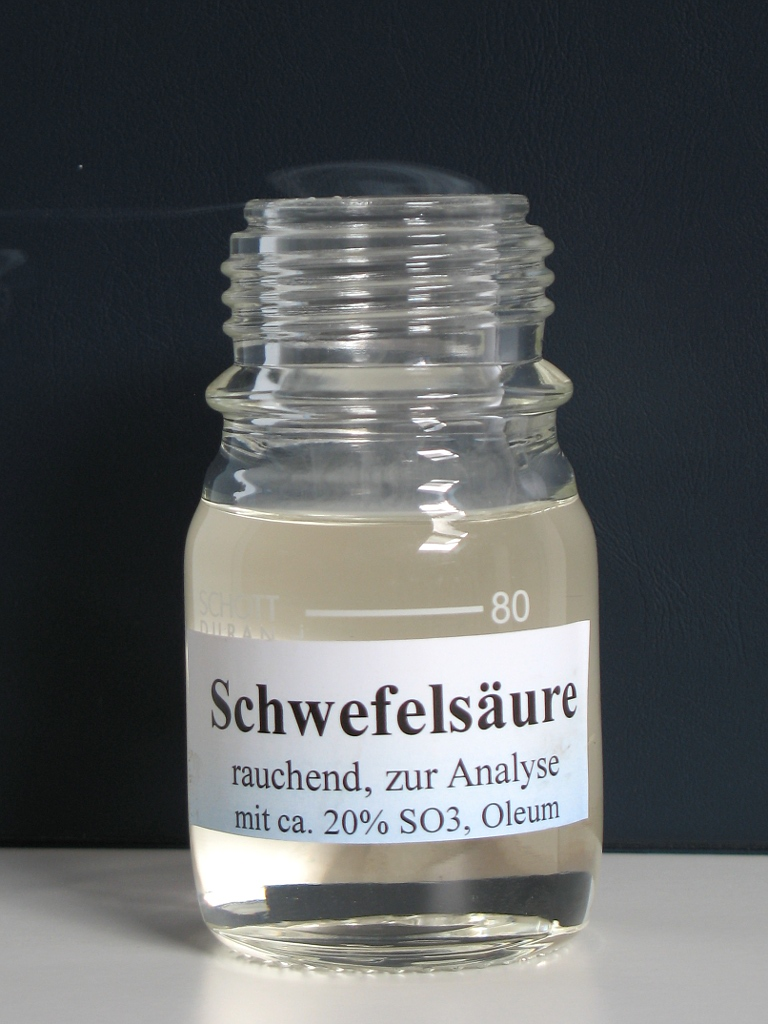
Aspectul amestecului de oleum cu 20% trioxid de sulf

Oleum (din Latină oleum, însemnând „ulei”), denumit și acid sulfuric fumans, este un termen care face referire la soluții cu diferite compoziții de acid sulfuric și trioxid de sulf, mai specific la soluții care conțin diverse concentrații de acid disulfuric (sau acid pirosulfuric).
Oleumul poate fi descris utilizând formula chimică ySO3·H2O, unde y este masa molară totală a trioxidului de sulf. Valoarea lui y este variabilă, în funcție de tipul de oleum.

## Obținere
Oleumul este obținut ca urmare a procesului industrial de oxidare al sulfului la trioxid de sulf, care este ulterior solubilizat în acid sulfuric concentrat. Acidului sulfuric este regenerat din acest proces prin diluarea unei părți din oleum.